# 藤槐属
藤槐属（学名：Bowringia）是蝶形花科下的一个属，为木质藤本植物。该属共有2种，分布于热带非洲和亚洲。